# Vytautas Laurušas
Vytautas Laurušas (Šiauliai (Lituània), 8 de maig, 1930 - Vílnius capital de Lituània, 29 d'abril, 2019), va ser un compositor, pedagog i líder del partit lituà.

## Biografia
De 1941-1949 va estudiar a l'escola secundària Šiauliai J. Janonis, més tard a l'escola de música Šiauliai. el 1956 es va graduar a la classe de composició del professor Julius Juzeliūnas del Conservatori LSSR.
Des de 1957 Membre de la Unió de Compositors Lituans. 1963-1975 Director del Teatre d'Òpera i Ballet LSSR, director artístic. 1971-1989 President de la Junta de la Unió de Compositors de Lituània. 1983-1994 Rector del Conservatori LSSR (Acadèmia de Música de Lituània des de 1992), 1985 professor. 1994-2003 Professor del Departament de Composició de l'Acadèmia de Música de Lituània. 1996-2003 i 2004-2009 President de la Fundació de la Música de la Unió de Compositors Lituans.
1971-1986 candidat a membres del Comitè Central de LKP, des de 1986. Membre del Comitè Central del LKP. Des de 1975 Diputat LSSR AT, des de 1980. Vicepresident d'AT.
El germà Ignas Laurušas (1932 - 1974), fou un artista i arquitecte reconegut.

## Obra
- Poema simfònic "Audronasha" (1960)
- Cicle vocal "Ones" (1961)
- Òpera Paklydę paukščiai, (Els ocells perduts) (1967)
- Cantata (Lietuva dainuoja Leninu), "Lituània canta a Lenin" (1969)
- Cantata (Ąžuolų vainikas), "Corona de roures" (1972)
- (Liepsnoja naktis), "La cantata de la nit flamígera" (1982)
- Concert per a veu i quartet de corda (1983)
- Simfonia d'oracions (2001)
- Trio "Mercat dels ocells" (2001)
- (Liepsnoja naktis), "Set fotos" (2002)
- Concert per a dos violoncels "Concerto di corde" (2002)
- Concert per a orquestra, "Discorso concitato" (2003)

## Honors
- 1975 Artista meritori LTSR
- 1980 Artista popular de la LSSR
- 1980 Premi estatal LSSR
- 2003 Bonificació governamental
- 2003 Creu d'Oficial de l'Ordre del Gran Duc Gediminas de Lituània[5]
- 2005 Premi Nacional de Cultura i Art de Lituània[6]